# Max Strakosch
Max Strakosch (* 27. September 1835 in Brünn; † 1892 in New York City) war ein Musikimpresario böhmischer Herkunft, der überwiegend in den USA wirkte.

## Leben
Strakosch folgte seinem älteren Bruder Maurice Strakosch achtzehnjährig im Jahr 1853 nach New York. Hier lernte er die Familie der Sänger Salvatore Patti und Caterina Barili kennen. Die älteste Tochter Amelia Patti war die Ehefrau seines Bruders, mit der jüngsten Tochter Adelina war Max Strakosch kurze Zeit verlobt.
1855 organisierte Strakosch mit seinem Bruder Maurice die Opernsaison an der New Yorker Academy of Music. Sein Bruder begann dann eine Zusammenarbeit mit Bernard Ullman (The Ullman-Strakosch Opera Companie), an der auch Max Strakosch beteiligt war. Zugleich wurde er Manager des Astor Place Opera House. Zudem organisierte er
Aufführungen am Niblo’s Theater sowie in Havanna und Mexiko.
In den 1860er Jahren organisierte Strakosch Konzertreisen und Auftritte von Musikern wie Louis Moreau Gottschalk, Euphrosyne Parepa-Rosa, Marie Roze, Carlotta und Adelina Patti, Karl Formes, Pasquale Brignoli, Italo Campanini, Pauline Lucca, Therese Tietjens, Christine Nilsson und Marietta Alboni. Zudem leitete er die Aufführung von Opern wie Don Pasquale, Norma, Il trovatore, La Favorita, Don Giovanni und Lucrezia Borgia.
Im Jahre 1870 veranlasste er den Geigenvirtuosen und Komponisten Henri Vieuxtemps (1820–1881), dessen dritte Konzertreise nach Amerika zu unternehmen.
Von 1877 bis 1880 leitete er die Max Strakosch English Opera Companie, mit der er 1879 die kanadische Uraufführung von Giuseppe Verdis Aida realisierte. 1880 gründete er eine Opernkompanie mit C. D. Hess, mit der er neben Aida auch Georges Bizets Carmen aufführte.